# Сабуров Максим Захарович
Макси́м Заха́рович Сабу́ров (19 лютого 1900, Дружківка — 24 березня 1977, Москва) — радянський партійний та державний діяч, голова Державної планової комісії СРСР, заступник голови Ради міністрів СРСР. Депутат Верховної Ради УРСР 4-го скликання. Депутат Верховної ради РРФСР 2-го скликання. Депутат Верховної Ради СРСР 3—4-го скликань. Член ЦК КПРС у 1952—1961 роках, член Президії ЦК КПРС з 16 жовтня 1952 по 29 червня 1957 року.

## Біографія
Народився в родині робітника. З тринадцятирічного віку наймитував, працював на залізниці. У 1914—1915 роках — посильний хлопчик оптового магазину в Дружківці. У 1915—1916 роках — підручний слюсаря коксобензольного заводу.
У 1916—1918 роках — токар металургійного заводу в Юзівці (Донецьку). У 1918—1920 роках — чорнороб-обрубувач Торецького заводу в Донбасі.
Член РКП(б) з 1920 року.
У 1920—1921 роках — продармієць Старобільського продовольчого загону.
У 1921—1923 роках — відповідальний секретар районного профспілкового комітету, секретар Бахмутського повітового комітету комсомолу, секретар Костянтинівського районного комітету комсомолу в Донбасі.
У 1923—1926 роках — слухач Комуністичного університету імені Свердлова.
У 1926—1928 роках — член пропагандистської групи ЦК ВКП(б) у Донбасі.
У 1928—1933 роках — студент Московського механіко-машинобудівного інституті імені Баумана.
У 1933 році — інженер, завідувач технологічного бюро цеху Московського заводу № 22.
У 1933—1935 роках — завідувач інструментального відділу, заступник начальника відділу технічного контролю Новокраматорського машинобудівного заводу імені Сталіна Донецької області. З травня 1935 по серпень 1936 року перебував на стажування в Сполучених Штатах Америки.
У 1936—1937 роках — головний технолог Новокраматорського машинобудівного заводу імені Сталіна Донецької області.
У 1937—1938 роках — головний інженер Головного управління важкого машинобудування Народного комісаріату машинобудування СРСР.
У березні 1938 — грудні 1940 року — начальник сектора машинобудування та заступник голови Державної планової комісії при РНК СРСР.
У грудні 1940 — 10 березня 1941 року — 1-й заступник голови Державної планової комісії при РНК СРСР.
10 березня 1941 — 8 грудня 1942 року — голова Державної планової комісії при РНК СРСР.
Одночасно 10 березня 1941 — 15 травня 1944 року — заступник голови Ради народних комісарів СРСР.
У 1944—1945 роках виконував спеціальне завдання Державного комітету оборони в Угорщині, Сілезії, Берліні, Маньчжурії та Кореї із вивезення обладнання. З 21 лютого по березень 1945 року — голова Комісії з вивезення обладнання Першого Українського фронту.
18 травня 1945 — 14 березня 1949 року — 1-й заступник голови Державної планової комісії (Державного планового комітету) РМ СРСР.
Одночасно 8 лютого 1947 — 5 березня 1953 року — заступник голови Ради Міністрів СРСР. 8 лютого 1947 — 11 березня 1953 року — голова Бюро РМ СРСР по машинобудуванню.
14 березня 1949 — 5 березня 1953 року — голова Державного планового комітету РМ СРСР.
5 березня — 8 серпня 1953 року — міністр машинобудування СРСР.
8 серпня 1953 — 25 травня 1955 року — голова Державного планового комітету РМ СРСР.
Одночасно 7 грудня 1953 — 28 лютого 1955 року — заступник голови Ради Міністрів СРСР
28 лютого 1955 — 5 липня 1957 року — 1-й заступник голови Ради Міністрів СРСР
Одночасно 25 травня 1955 — 25 грудня 1956 року — голова Державної економічної комісії РМ СРСР з поточного планування народного господарства.
У серпні 1957 — травні 1958 року — заступник голови Комітету Ради міністрів СРСР по зовнішньоекономічних зв'язках.
У травні 1958 — січні 1962 року — директор Сизранського спеціалізованого заводу важкого машинобудування. У січні 1962 — грудні 1966 року — директор Сизранського заводу з переробки пластмас.
З грудня 1966 року — на пенсії в Москві.

## Нагороди
Нагороджений трьома Орденами Леніна, Орденом Трудового Червоного Прапора (15.04.1939), медалями.